# Ligescourt
 Ligescourt  es una población y comuna francesa, en la Región de Alta Francia, departamento de Somme, en el distrito de Abbeville y cantón de Rue.

## Demografía
| 278 | 275 | 245 | 197 | 206 | 194 |
| Para los censos de 1962 a 1999 la población legal corresponde a la población sin duplicidades (Fuente: INSEE [Consultar]) |     |     |     |     |     |